# Sturnira paulsoni
Sturnira paulsoni — вид кажанів родини Phyllostomidae. Це ендемік Малих Антильських островів. Згідно з останнім аналізом МСОП у 2019 році, він майже перебуває під загрозою.

## Таксономія
Спочатку вид був описаний як вид де ла Торре та Шварцем у 1966 році, а потім скорочений до підвиду S. lilium Jones & Phillips у 1976 році. Статус виду відновлено у 2013 році.

## Ареал і поширення
Вид зустрічається на островах Сент-Вінсент, Гренада та Сент-Люсія на Малих Антильських островах. Кажани в основному населяють рідні вологі тропічні ліси.

## Біологія
Плодоїдний. Дослідження ехолокаційних сигналів цього виду показало, що цей вид пристосований до польотів у сильно захаращених місцях, але також може літати швидко й ефективно на відкритих місцях.

## Збереження
Вид внесено до списку МСОП як такий, що перебуває під загрозою зникнення. Основна загроза, з якою він стикається, як і більшість інших острівних видів, — це ймовірність стихійних лих, таких як урагани та виверження вулканів. Йому також загрожує зміна землекористування та сільського господарства.